# Agences de renseignement de la Russie
 (février 2023).
Si vous disposez d'ouvrages ou d'articles de référence ou si vous connaissez des sites web de qualité traitant du thème abordé ici, merci de compléter l'article en donnant les références utiles à sa vérifiabilité et en les liant à la section « Notes et références ».
Les agences de renseignement de la fédération de Russie, souvent officieusement désignées en russe sous le nom de services spéciaux (Russe : Спецслужбы),  inclure:
- Service fédéral de sécurité (FSB), une agence responsable du contre-espionnage et d'autres aspects de la sécurité de l'État ainsi que de la collecte de renseignements dans certains pays, principalement ceux de la Communauté des États indépendants (CEI); rapporte directement au président de la Russie.
- La Direction principale des programmes spéciaux du président de la fédération de Russie (GUSP), est une agence exécutive fédérale qui exerce des fonctions pour assurer l'exercice de l'autorité du président de la fédération de Russie dans le domaine de la formation à la mobilisation et de la mobilisation dans la fédération de Russie. L'étendue de leur compétence est décrite dans la loi fédérale sur la préparation de la mobilisation et la mobilisation dans la fédération de Russie.
- Service de renseignement extérieur (SVR), une agence chargée de la collecte de renseignements en dehors de la CEI ; relève directement du président de la Russie.
- Service fédéral de protection (FSO), une agence chargée des tâches liées à la protection de plusieurs hauts fonctionnaires de l'État, mandatés par la loi pertinente, y compris le président russe, ainsi que de certaines propriétés fédérales ; relève directement du président de la Russie.
- Direction principale du renseignement (GU), anciennement connue sous le nom de GRU, officiellement depuis 2010 la direction principale de l'état-major général des forces armées russes (GU; communément connue sous son ancienne abréviation GRU), le principal service de renseignement des forces armées russes et est réputée la plus grande agence de renseignement étrangère de Russie[1].

## Coordination et contrôle parlementaire
Le SVR, le FSB et le FSO, le GUSP sont tous des agences qui ont succédé au KGB de l'Union soviétique, sont administrativement indépendants les uns des autres et relèvent du président de la Russie, qui, en vertu de la loi, est chargé de diriger ces agences. Le GRU est une composante structurelle de l'état-major général des forces armées de Russie et son directeur rend compte au chef d'état-major général et au ministre de la Défense et, dans une certaine mesure, peut également répondre au président de la Russie sur ordre.
Le directeur du FSB et le directeur du SVR sont membres permanents de droit du Conseil de sécurité de la Russie, un organe consultatif placé sous l'autorité du président de la Russie. Bien que le directeur du FSO ne soit pas classé comme membre du Conseil de sécurité russe, il est invité à participer aux réunions sur ordre du président,.
Le contrôle parlementaire de la communauté du renseignement en Russie est assuré par le Comité pour la sécurité et la défense du Conseil de la fédération et le comité pour la sécurité et la lutte contre la corruption de la Douma d'État, qui supervise les services de renseignement et de sécurité russes.